# 음력 1월 13일
음력 1월 13일은 음력 1월의 13번째 날이다.

## 문화
- 1969년 - 대한항공 창립.

## 탄생
- 1880년 - 한국의 독립운동가 신규식.
- 1984년 - 대한민국 KBS의 아나운서 엄지인.
- 1990년 - 대한민국의 배우 백진희.
- 1991년 -
  - 대한민국의 트로트 가수 김소유.
  - 대한민국의 배우 서준.
  - 일본의 배우 렌부츠 미사코.
- 1996년 - 중국의 가수 용국 (JBJ).
- 2005년 - 대한민국의 배우 홍화리.

## 같이 보기
- 음력 360일: 1월 2월 3월 4월 5월 6월 7월 8월 9월 10월 11월 12월
- 전날:1월 12일 다음날:1월 14일 - 전달:12월 13일 다음달:2월 13일
- 양력:1월 13일
- 음력, 윤달